# The Long Way Home (film 1997)
The Long Way Home è un film di Mark Jonathan Harris, del 1997.

## Trama
Le vicende dei rifugiati ebrei del secondo dopoguerra, dalla liberazione alla costituzione dello stato di Israele. Narrato da Edward Asner.

## Riconoscimenti
- 1998 - Premio Oscar
  - Miglior documentario a Marvin Hier e Richard Trank
- 1998 - Palm Springs International Film Festival
  - Premio del pubblico
- 1997 - Sundance Film Festival
  - Nomination Miglior documentario a Mark Jonathan Harris
- 1997 - Valladolid International Film Festival
  - Nomination Miglior documentario a Mark Jonathan Harris (Per la sua testimonianza della determinazione del popolo ebreo nell'aver creato lo stato di Israele)